# Artjom Dsjuba
Artjom Sergejevitj Dsjuba (russisk: Артём Сергеевич Дзюба, tr. Artjom Sergejevitj Dsjuba; født 22. august 1988 i Moskva, Sovjetunionen) er en russisk fodboldspiller (angriber). Han spiller for FC Zenit i den russiske liga. Han har tidligere repræsenteret blandt andet Spartak Moskva og FC Rostov.

## Landshold
Dsjuba har (pr. juni 2018) spillet 23 kampe og scoret 11 mål for Ruslands landshold, som han debuterede for 11. november 2011 i en venskabskamp mod Grækenland. Han var en del af det russiske hold til EM 2016 i Frankrig og VM 2018 på hjemmebane.